# Eduardo Baeza Alegría
Eduardo Baeza Alegría (1901 - 1981) fue un médico y político español. Durante la Dictadura franquista fue gobernador civil de varias provincias, así como presidente de la Diputación provincial de Zaragoza.

## Reseña biográfica
Nació en Vitoria en 1901. A los seis meses se trasladó su familia a Zaragoza. Cursó estudios de bachillerato en el Colegio de los Corazonistas. Estudió Medicina en la Facultad de Medicina de Zaragoza.
En 1929 hizo un Curso de especialización de Ortopedia en Leipzig (Alemania).
Durante la guerra civil se incorporó como voluntario en el puesto de Teniente Médico, destinado al frente de Teruel.
A las pocas semanas fue reclamado y volvió a Zaragoza. Fue nombrado Director del Hospital de Guerra situado en el Grupo Escolar Costa.
Estuvo entre 1932 y 1943 como profesor de Educación Física junto con el Sr Aldama ocupándose de la formación física del Cuerpo de Bomberos de Zaragoza.
Fue Diputado Provincial de Zaragoza en representación del distrito Daroca-Belchite. Del 28 de octubre de 1942 al 31 de diciembre de 1943 fue Presidente de la Diputación Provincial de Zaragoza.
En enero de 1944 fue nombrado gobernador civil de Zaragoza, combinando también el cargo de jefe provincial de FET y de las JONS —que hasta entonces había ostentado Aniceto Ruiz Castillejo—. También formó parte del Consejo Nacional de FET y de las JONS. Entre 1947 y 1951 fue gobernador civil de Barcelona. Como consecuencia de la respuesta que dio a la Huelga de tranvías de Barcelona de 1951, Baeza Alegría fue destituido de su cargo.
Volvió a su actividad profesional ejerciendo como médico y tuvo actividad en el campo de la empresa privada.
Falleció en 1981.

## Condecoraciones
- Gran Cruz del Mérito Civil.[1]
- Gran Cruz de la Orden de San Hermenegildo.[1]
- Gran Cruz de la Orden de Isabel la Católica.[1]
- Medalla de Plata al Mérito en el Trabajo.[1]
- Medalla de Oro de la ciudad de Zaragoza.[1]
- Medalla de Oro de la Provincia.[1]